# Landskrona konsthall

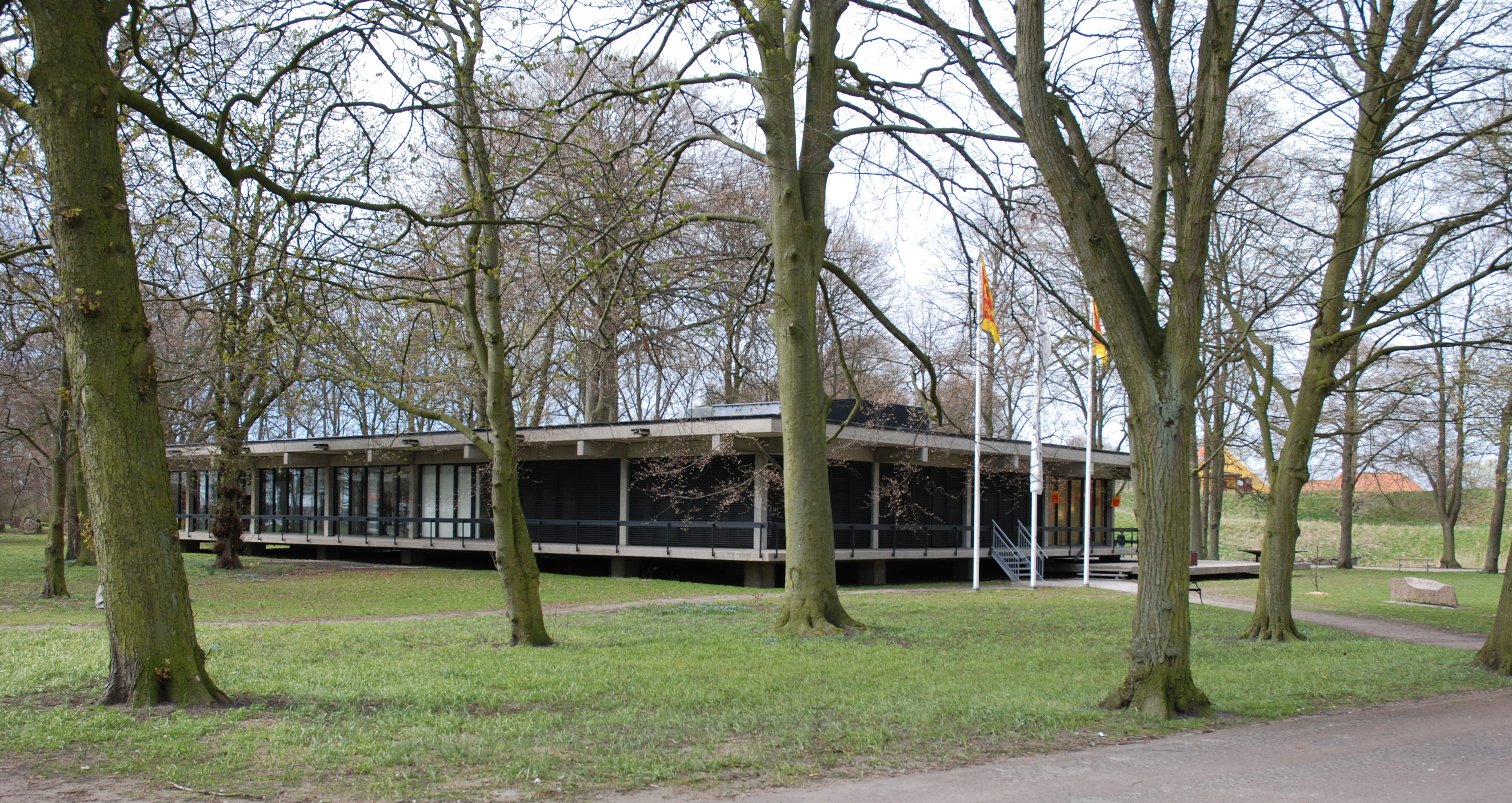
Landskrona konsthall.

Landskrona konsthall är en kommunägd konsthall i Landskrona.
Landskrona konsthall uppfördes som en konstindustriell utställningslokal i samband med Landskrona stads 550-årsjubileum 1963. Byggnaden ritades av Sten Samuelson och Fritz Jaenecke och är ett renodlat exempel på en svensk modernistisk efterkrigsarkitektur.

## Kaptensgårdens skulpturpark
Vid konsthallen finns sedan 1997 en permanent skulptursamling, Kaptensgårdens skulpturpark, med ett 20-tal skulpturer av bland andra Ulla Viotti, Bertil Herlow Svensson, Claes Hake, Staffan Nihlén, Lena Lervik, Jan Janczak, Bie Norling, Lone Larsen och Pål Svensson.

## Bildgalleri från skulpturparken

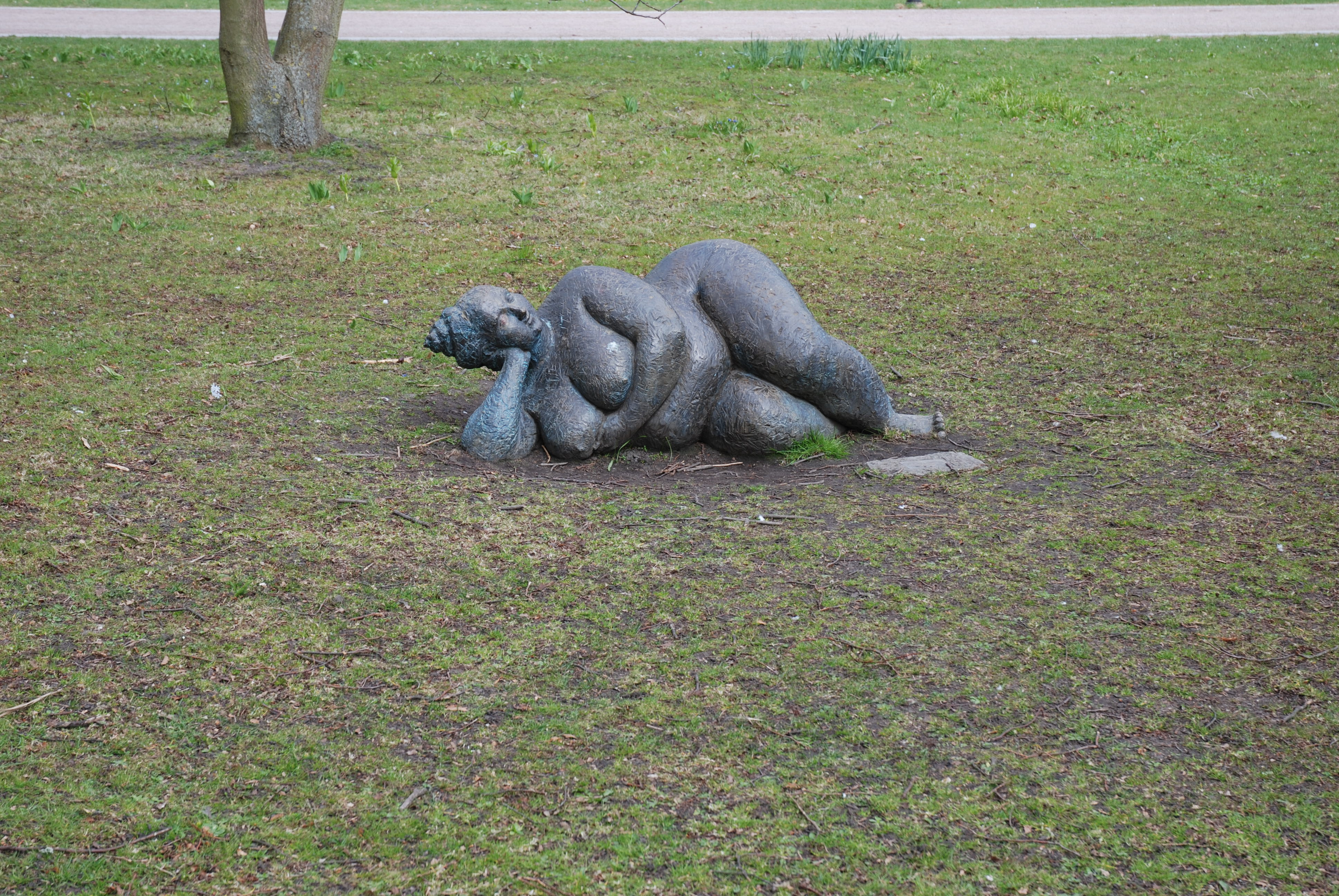
Venus, brons, av Lena Lervik.
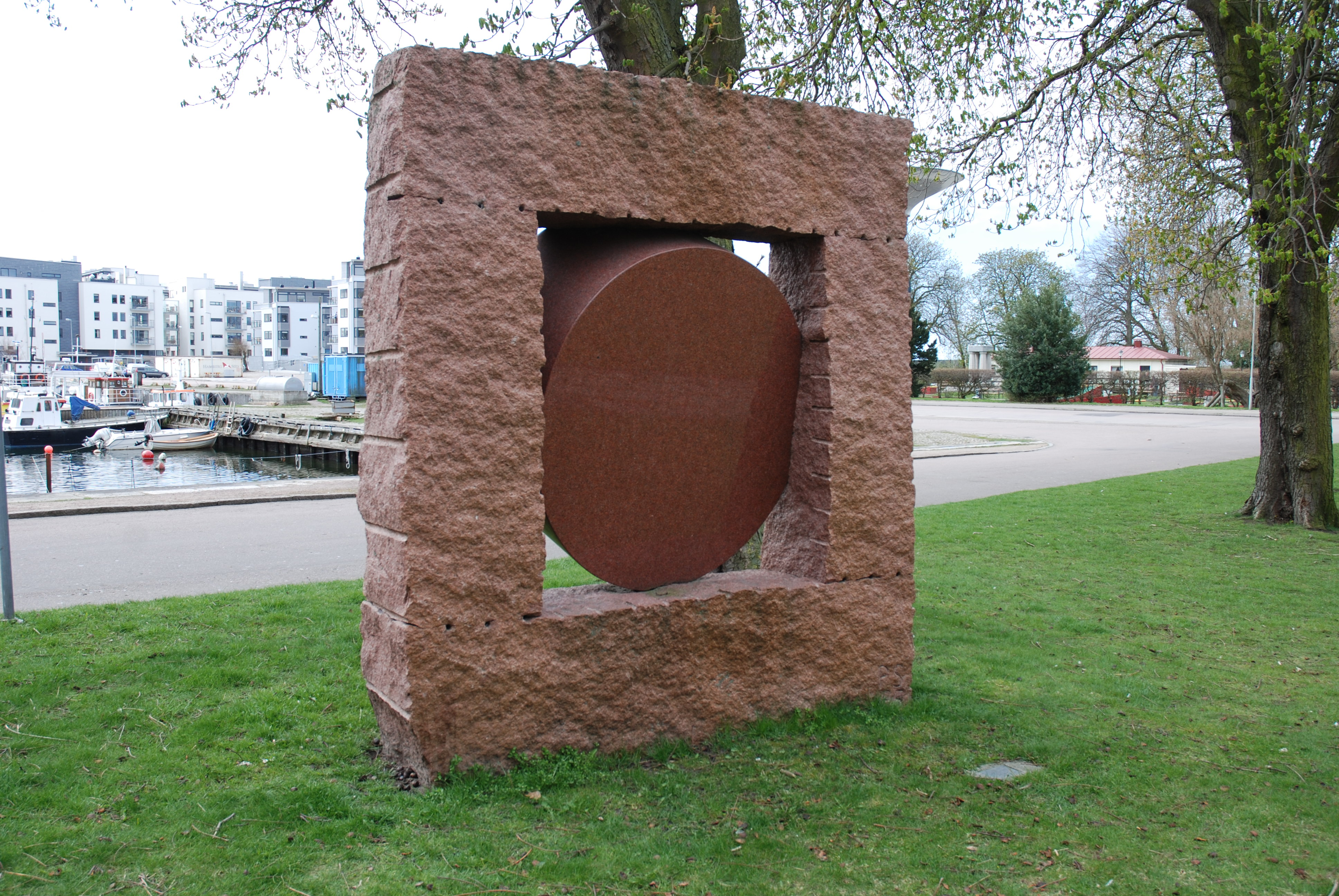
Vattenhjul, röd vångagranit, av Pål Svensson.
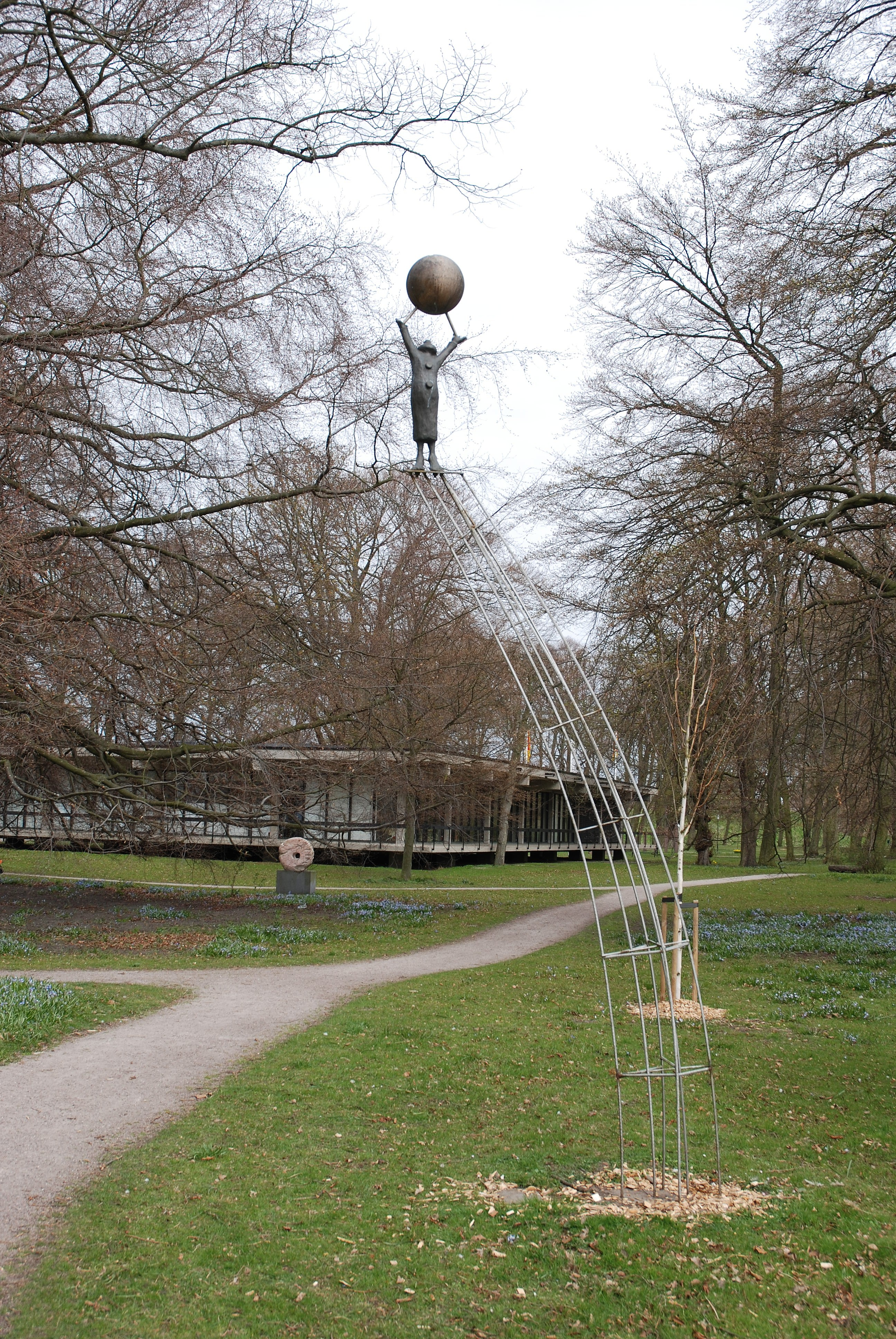
Tankens kraft, brons och stål, av Bie Norling.
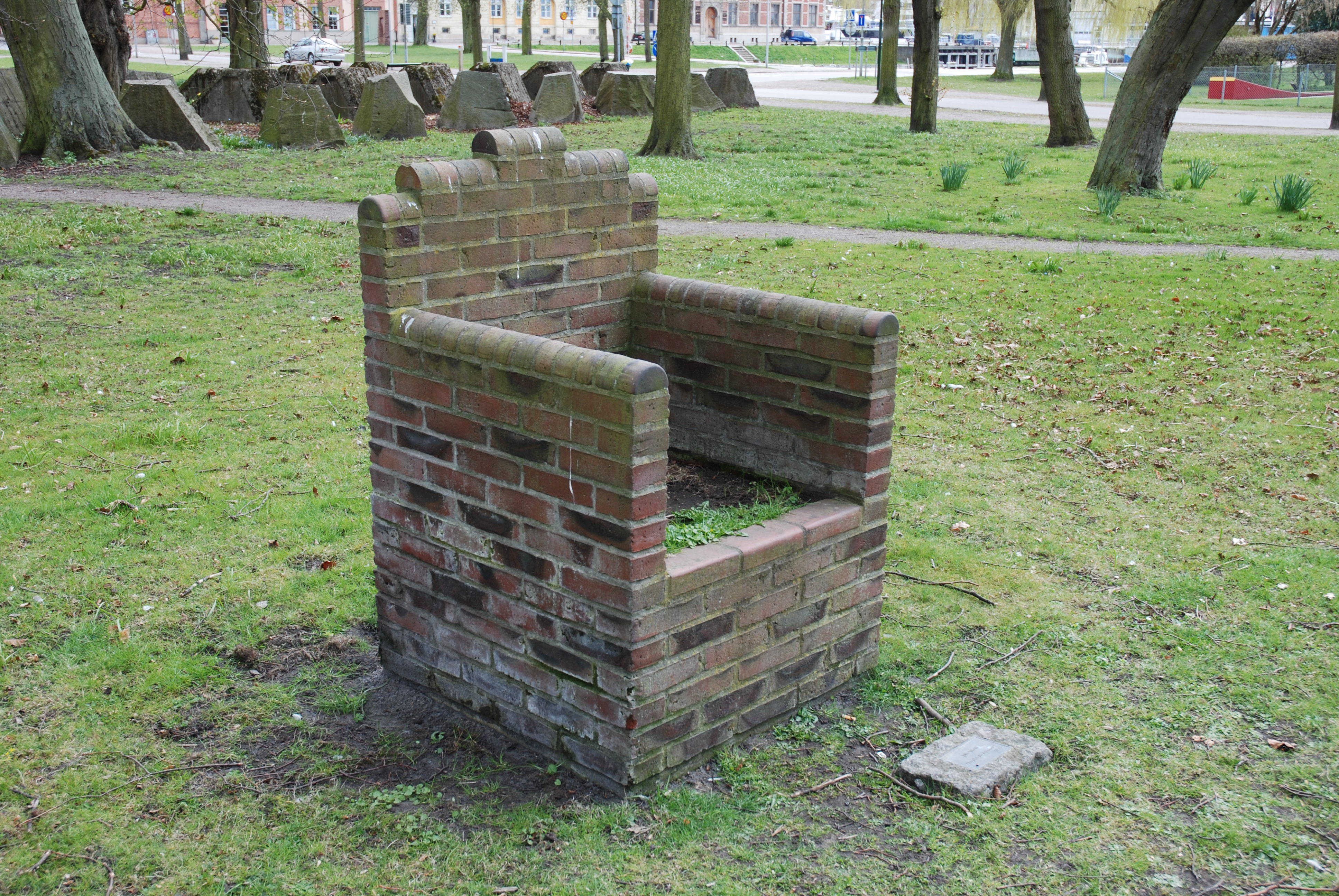
En plats för drömmar, tegel och gräs, av Ulla Viotti.
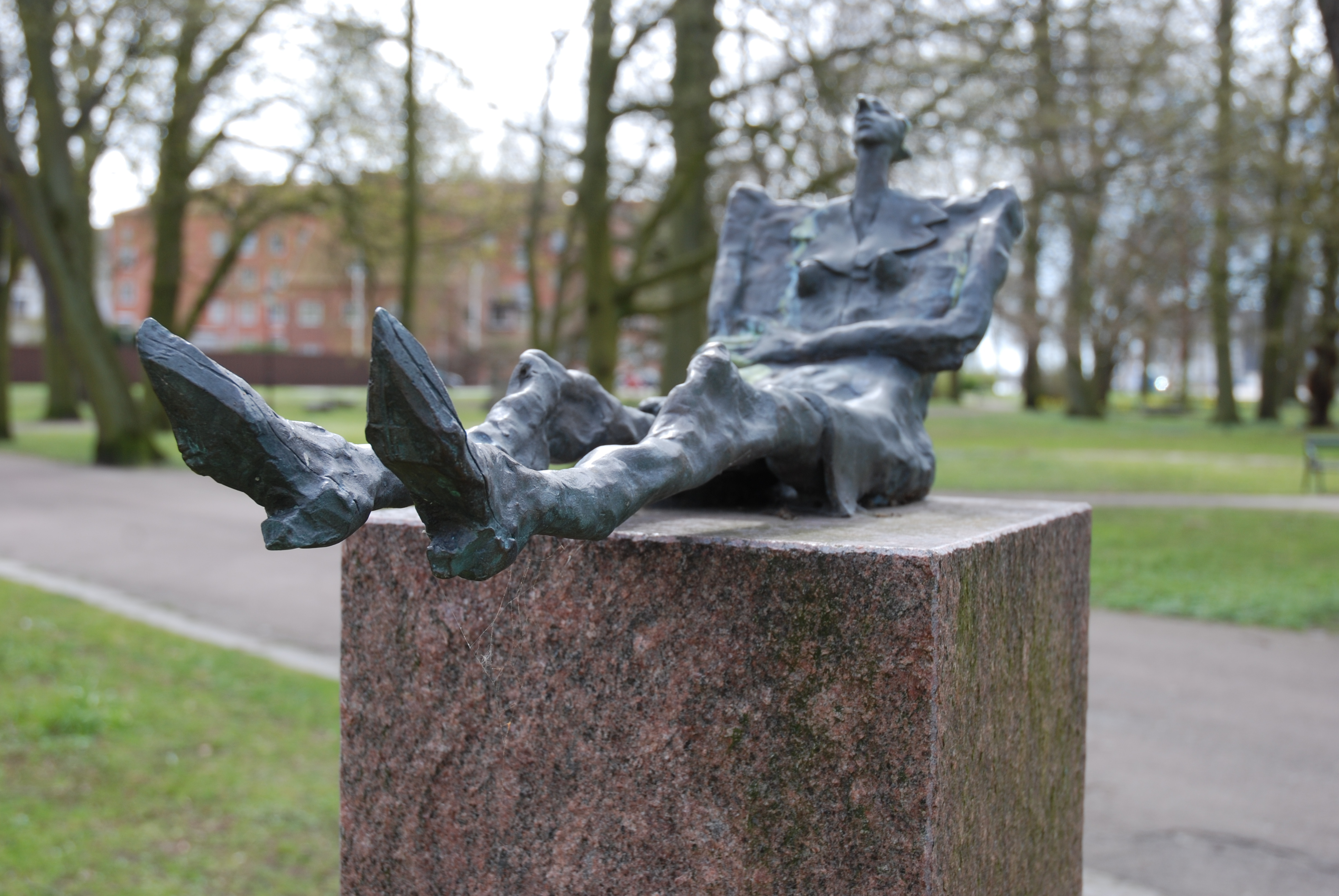
Hon och han, brons och granit, av Jan Janczak.
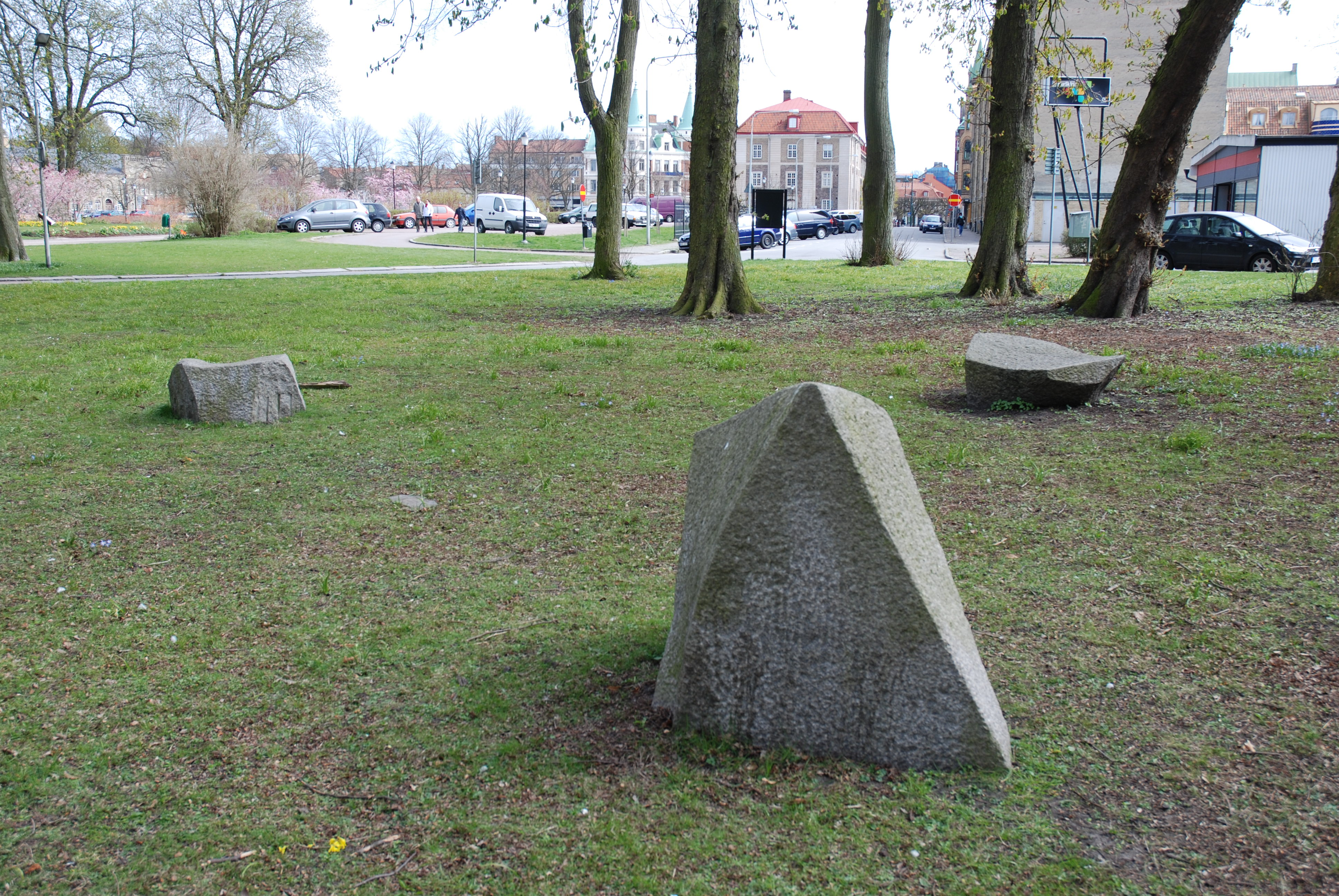
Back to the age av Lone Larsen.
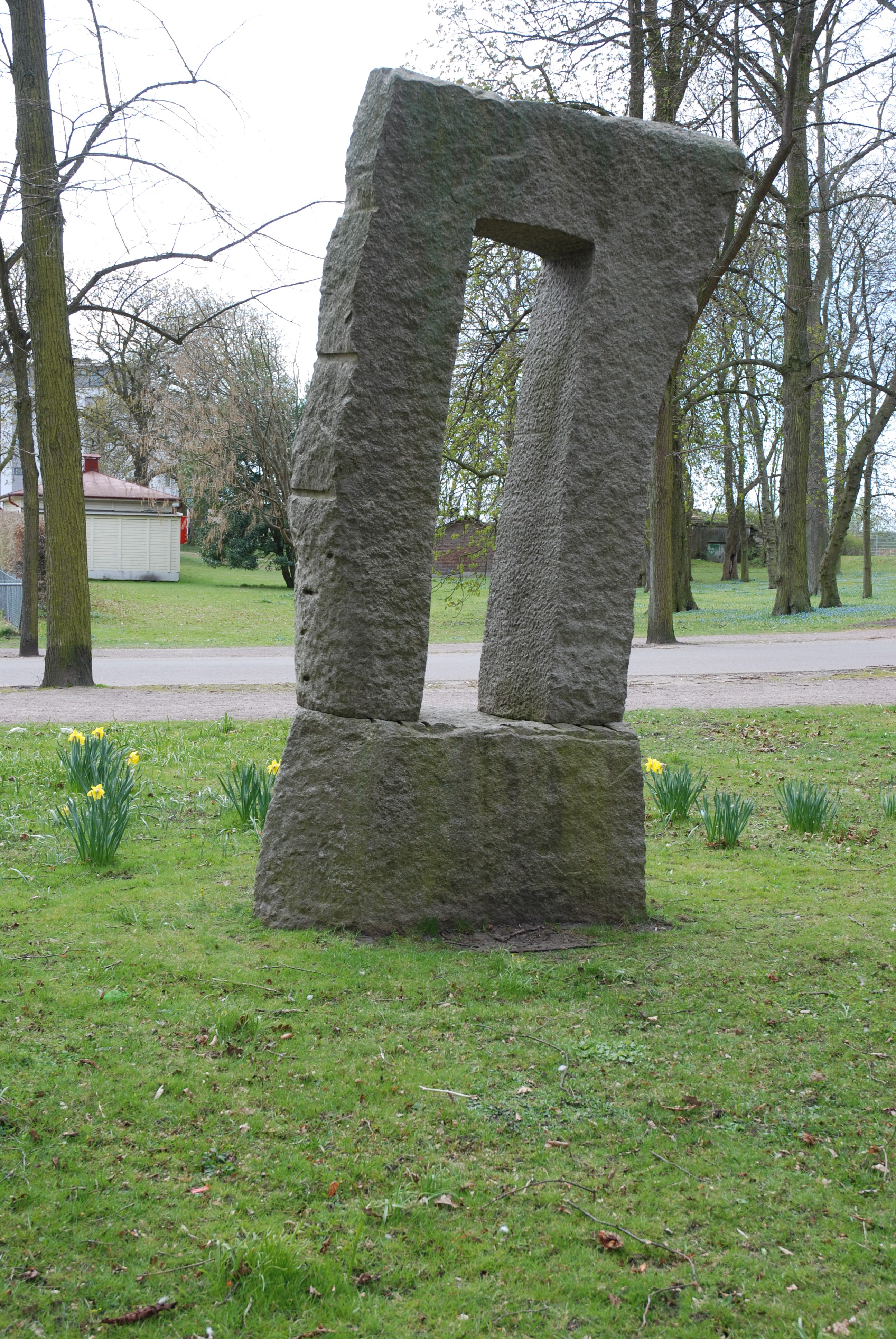
Strykjärnet av Hiroshi Koyama.
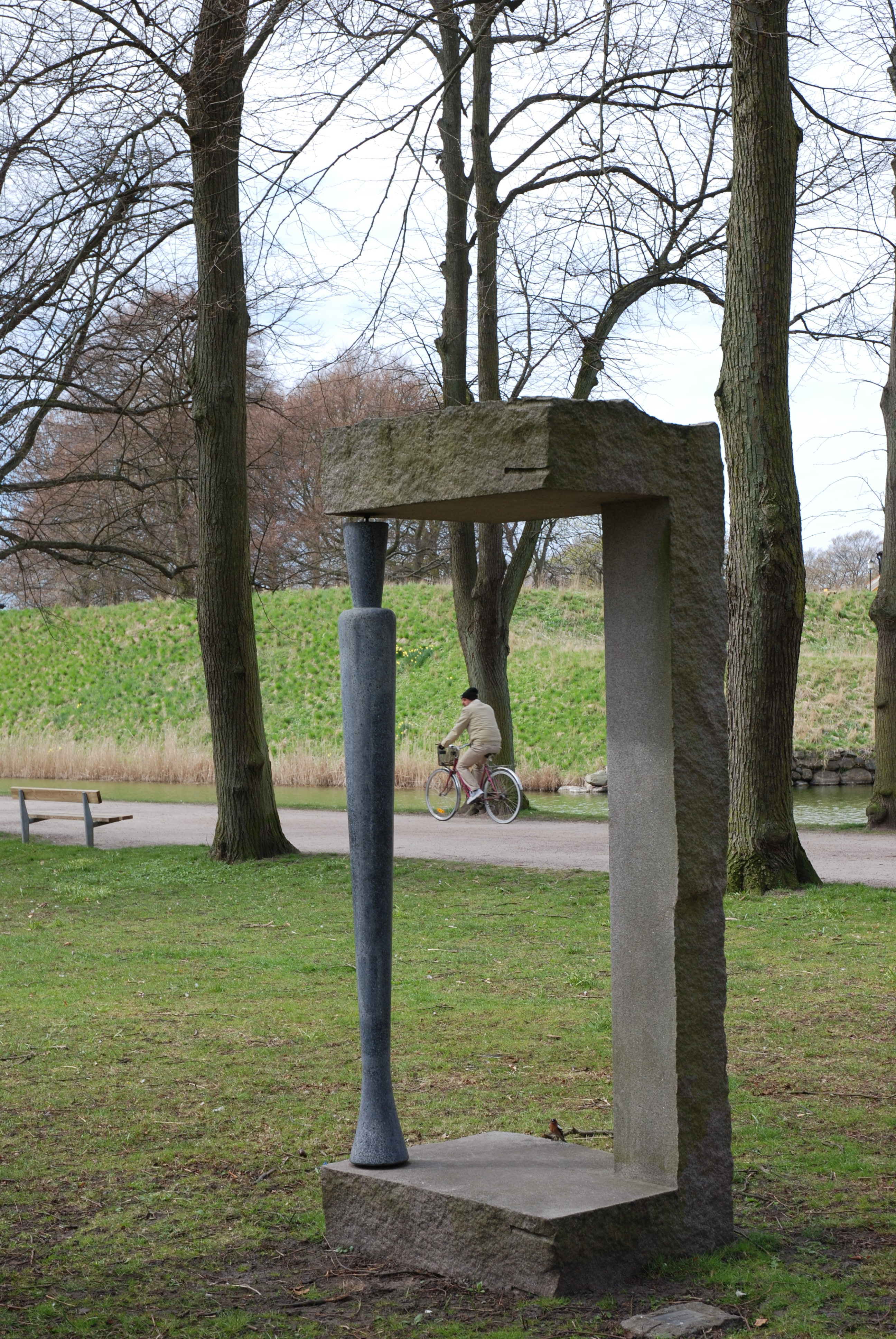
Oxymoron av Acke Hydén.